# Musée estonien du sport et de l'olympisme
Le Musée estonien du sport et de l'olympisme (en estonien : Eesti Spordi- ja Olümpiamuuseum) est un musée à Tartu en Estonie.

## Présentation
Fondé en 1963 et modernisé en 2020, est le plus grand musée du sport des États baltes.
Le musée est situé dans la rue Rüütli tänav.
Avant 2016, le musée était nommé Musée estonien des sports.
Le musée du sport a rouvert ses portes en octobre 2020 avec une toute nouvelle exposition permanente intitulée "L'histoire du sport estonien", le Temple de la renommée du sport estonien et diverses activités pratiques comme un simulateur de rallye, un mur de réaction, une salle rétro, un terrain de basket interactif, une salle de sport historique et de nombreuses autres attractions.
Le musée se compose de salles d'exposition sur trois étages, d'une cave historique et d'une bibliothèque spécialisée.
Le musée possède des collections de récompenses historiques, de coupes et d'équipements sportifs.

### Exposition permanente«L'histoire du sport estonien»
L’exposition permanente « L'histoire du sport estonien » emmène le visiteur dans un voyage à travers l'histoire du sport en Estonie. Il raconte l'histoire de victoires colossales.
Il raconte une histoire du scintillement des médailles d'or mais aussi des heures sombres de la compétition déloyale.

### Le temple de la renommée
Le temple de la renommée des sports estoniens présente aux visiteurs des images inédites de 50 des plus grands athlètes et personnalités sportives estoniennes du XXe siècle. Chacun des athlètes du Temple de la renommée reçoit une reconnaissance spéciale dans cette salle avec une plaque honorifique, un résumé de sa carrière et un aperçu de ses plus grands exploits. Le Temple de la renommée des sports estoniens a été créé en 2020, les 50 premiers membres étant choisis parmi des personnes dont la carrière s'est terminée avant 2000.
À partir de 2021, de nouveaux membres seront ajoutés chaque année.

### Expositions temporaires

#### 2023«Le musée du sport dans le langage des objets»
Le Musée estonien du sport et de l'olympisme a célébré son 60ème anniversaire le 28 janvier 2023, au cours duquel l'exposition « Le musée du sport dans le langage des objets » a également été inaugurée. L'exposition raconte l'histoire du musée du sport à travers les objets. L'objet le plus ancien que l'on puisse voir date du XIXe siècle, le plus jeune date de 2022.

#### 2022«X-FAKTOR»
L'exposition temporaire « X-FAKTOR » porte sur les sports extrêmes. Les sports extrêmes peuvent désignent tous les domaines, dont la pratique nécessite une vision qui repousse les limites des capacités humaines et un peu plus de courage et de dextérité. Des sports de rue comme le skateboard et le parkour, au patinage artistique et au parachutisme, l'exposition « X-FAKTOR » donne un aperçu des sports extrêmes en général et aussi comment différents domaines sont liés à l'Estonie.

#### 2019 - Exposition historique«Tartu est en feu!»
Le grand incendie de Tartu s'est déclaré en 1775 dans la parcelle jouxtant l'emplacement de l'actuel Musée des Sports. Les causes de l'incendie ne sont pas encore connues, mais selon plusieurs spéculations, les flammes auraient été allumées par négligence en fumant ou en distillant de la vodka. Les murs historiques racontent leur propre histoire, qui remonte au Moyen Âge.

## Galerie

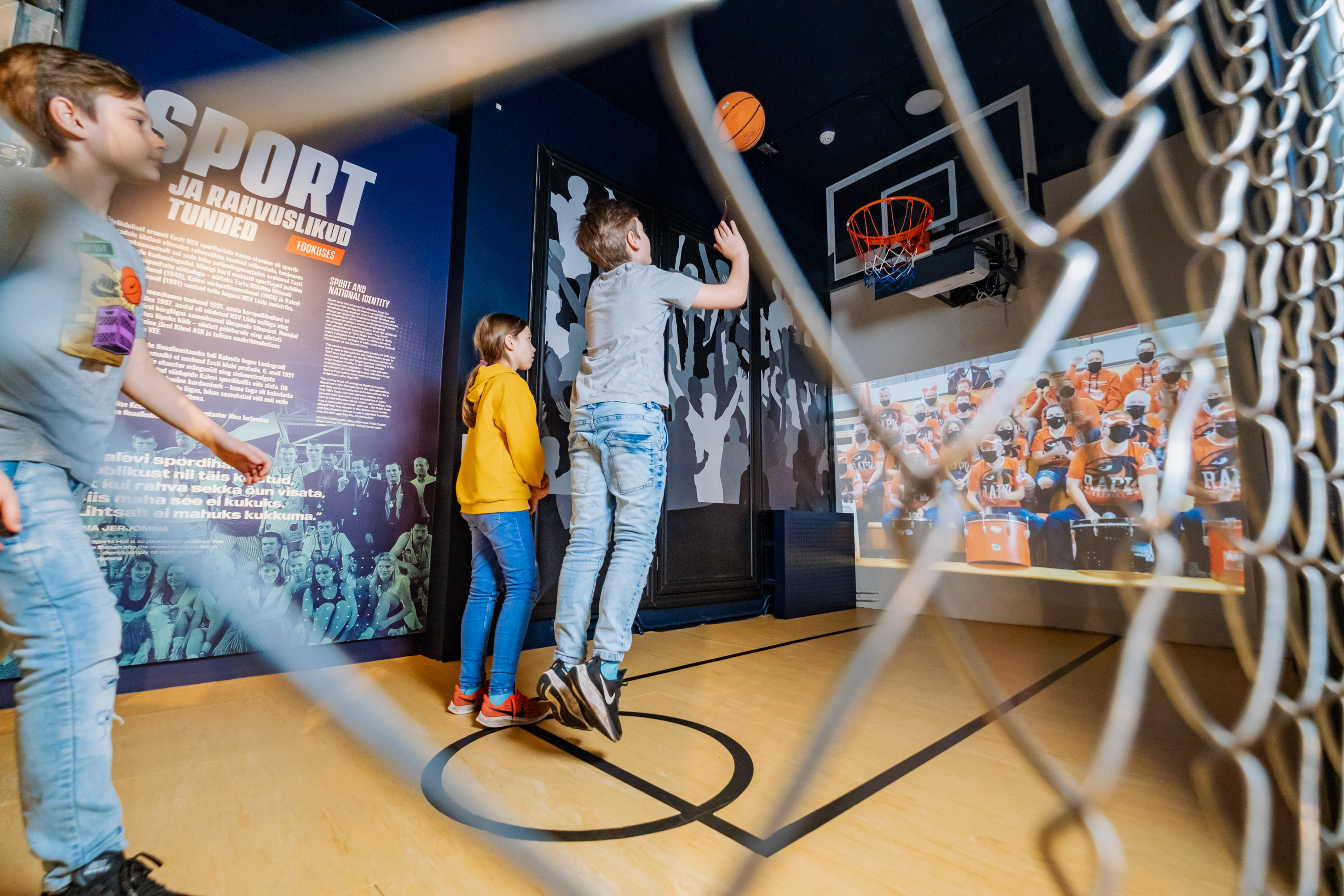
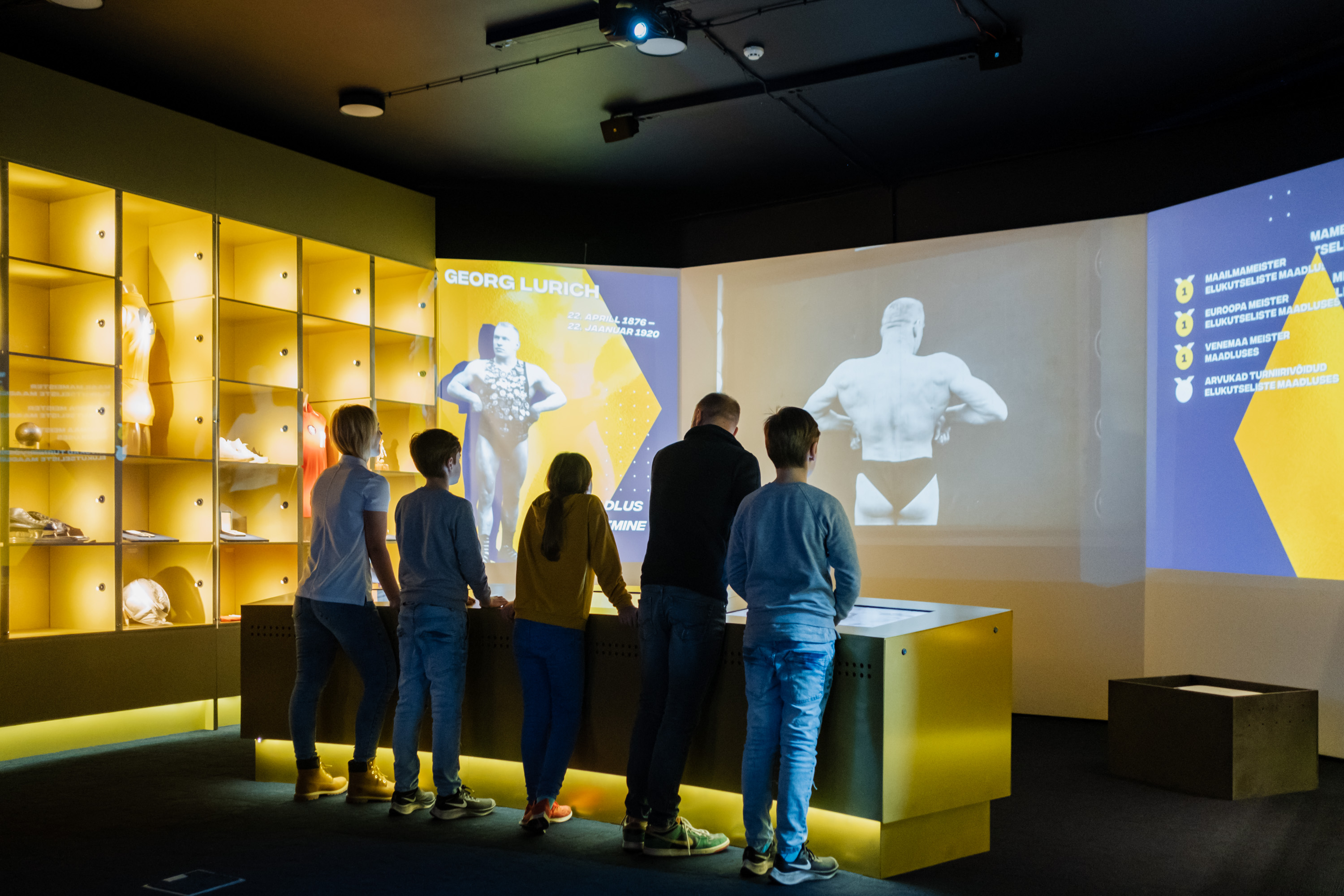
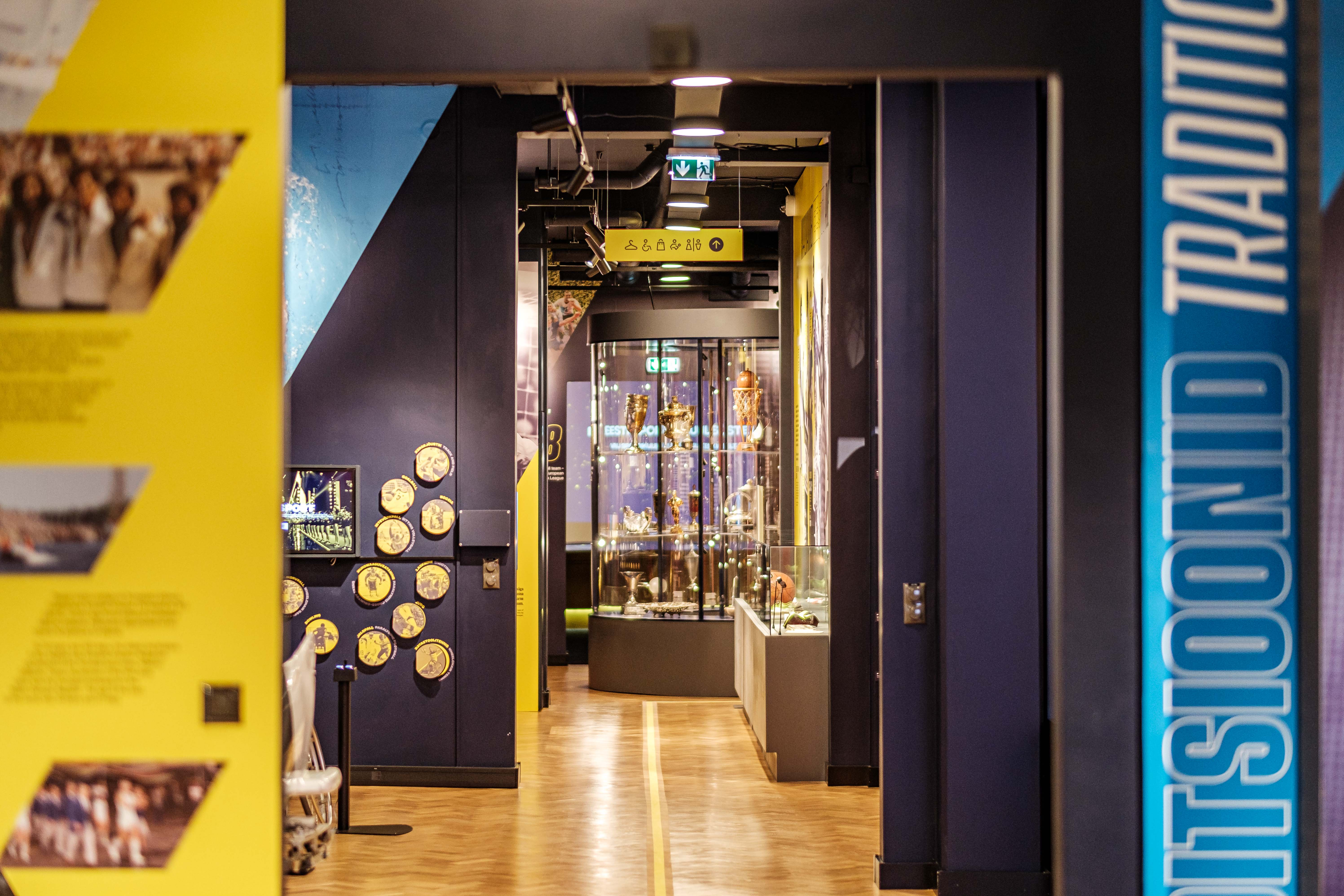
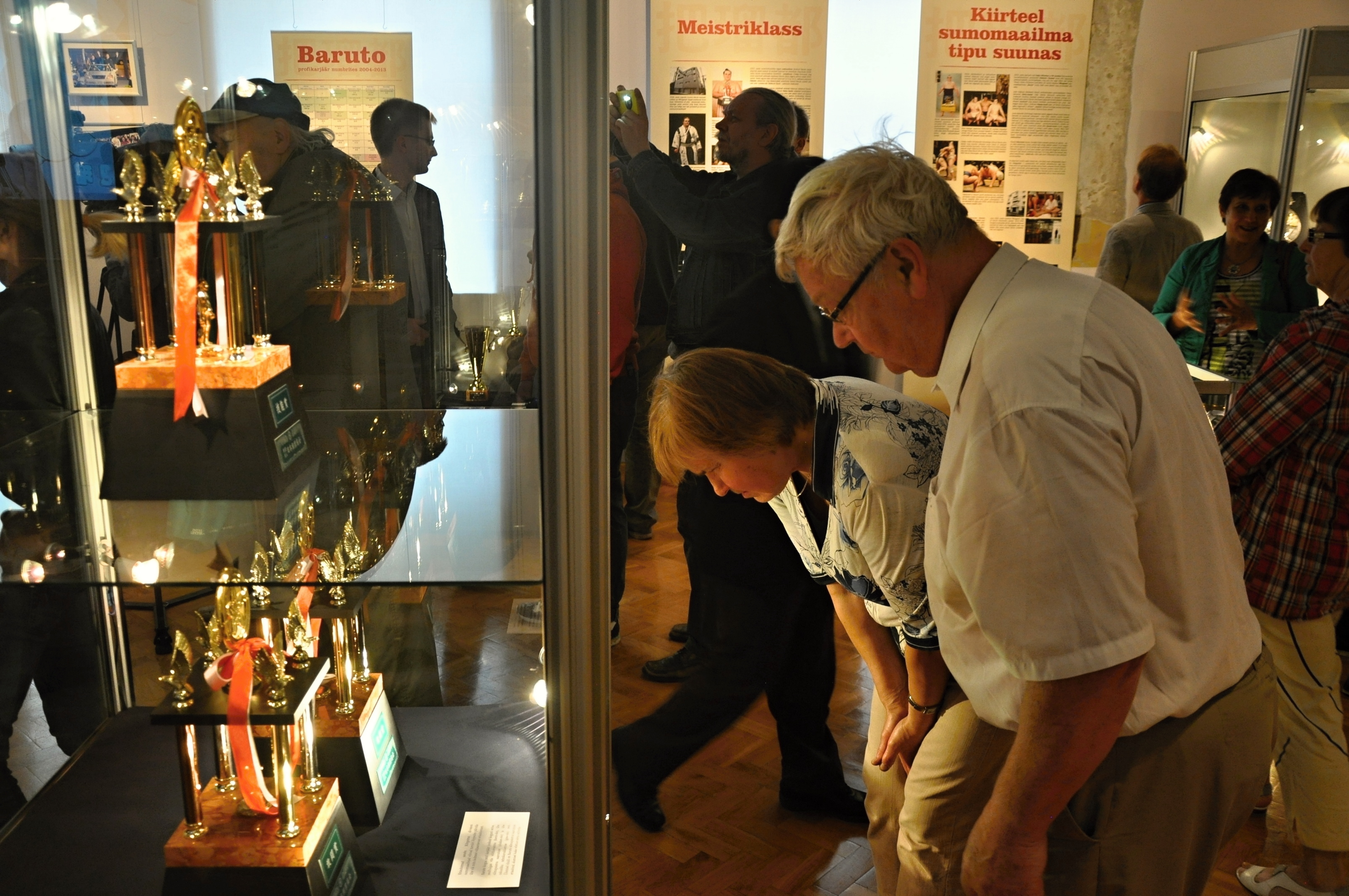